# 張蕙芬
張蕙芬（1961年—2019年6月12日），臺灣出版家與自然寫作作家，創辦專門出版臺灣自然生態圖鑑的大樹出版社。

## 生平紀事
1961年，張蕙芬生於台北，家住信義路一帶，高中時受《所羅門王的指環》影響，選擇報考丙組（自然組）。但聯考失利，由第一志願國立臺灣大學動物系落入園藝系，畢業後，她捨棄父母安排的出國留學計畫，投入雜誌編輯工作。她曾在高源清的《綠雜誌》擔任總編輯，後自己創辦臺灣第一本園藝雜誌《綠園藝生活雜誌》。《綠園藝生活雜誌》是介紹系列的園藝資訊、花市活動、消費情報的期刊。
1993年，張蕙芬得到父親張福溪的金援，成立大樹文化出版社，但父親也設了一個最高停損點是負債不能超過新臺幣一千四百萬。她曾談及出版理念，是動植物不見得有聲音，但牠們的生存對人類而言很重要，人類卻不見得了解，希望透過出版能為臺灣自然環境傳遞一些聲音，成為大自然跟人溝通的橋樑。該社創業作是徐仁修的《蠻荒探險》，真正奠基的則是創社第二年出版的《台灣賞樹情報》，當時眾人都不看好如此製作費時的本土自然圖鑑，沒料到該書出版後迅速熱銷，於是再接再厲出版本土自然圖鑑如《台灣賞鳥地圖》、《台灣野花365天》。
員工張碧員回憶張蕙芬很喜歡動植物和自然環境，喜好也跟工作結合，如喜歡爬山，就出版了跟山徑步道相關的書。也喜好樹木的張蕙芬，曾親自去調查全臺灣平地地區的老樹，寫了《台灣老樹地圖》一書。身為好友的愛亞回憶，由於她喜歡大樹出版的書籍，曾撰寫書評，因此與張蕙芬成為好友，對張蕙芬印象是愛書、愛植物、一位心靈很純淨的人。
九二一大地震後，大樹業績開始走下坡，SARS期間更雪上加霜。一位不願具名的自然寫作作家指出，大樹出版社成立在臺灣環保意識高漲之時，不過自然生態圖鑑製作成本高、寫手培養不易，無法短時間內回收成本，當臺灣出版業市場欠佳時，首當其衝的便是此類書籍，而大樹長年只經營單一書種，導致難以為繼。2005年12月21日，大樹出版社正式在網站上公告停止營業與清倉拍賣。
當張蕙芬宣布停止營業後，大樹門市立刻湧進大批書迷搶購書籍與周邊產品，短短兩個月業績達五百多萬，庫存書只剩兩、三種還未斷貨，樹迷更是寫信、卡片、傳真，表達對大樹出版社的支持。2006年，由天下文化承接大樹出版社經營權，張蕙芬也留在天下文化擔任自然叢書的編務，除了重新出版大樹出版社的過往書籍，亦持續出版新書。
2019年6月12日晚間八時後，張蕙芬因肺癌病逝。

## 天下文化再版著作
- 張蕙芬、張碧員、呂勝由、陳一銘、傅蕙苓. . 天下文化出版社. 2006. ISBN 9864178016.

- 張蕙芬、張碧員、呂勝由、陳一銘、傅蕙苓. . 天下文化出版社. 2006. ISBN 9864178024.

- 張蕙芬、林麗琪. . 天下文化出版社. 2013. ISBN 9789863202400.

- 張蕙芬. . 天下文化出版社. 2014. ISBN 9789863204503.

- 張蕙芬. . 天下文化出版社. 2015. ISBN 9789863208402.

- 張蕙芬. . 天下文化出版社. 2015. ISBN 9789863208419.

- 張蕙芬、林松霖. . 天下文化出版社. 2016. ISBN 9789864790494.

- 張蕙芬. . 天下文化出版社. 2017. ISBN 9789864793204.

- 張蕙芬、林麗琪. . 天下文化出版社. 2018. ISBN 9789864795895.

- 張蕙芬、黃一峰、林松霖. . 天下文化出版社. 2019. ISBN 9789862163504.

- 張蕙芬、黃一峰. . 天下文化出版社. 2019. ISBN 9789863204329.

- 《張蕙芬、林松霖》. . 天下文化出版社. 2019. ISBN 9789863200000.